# 와타나베 가나코
와타나베 가나코(일본어: 渡部 香生子, わたなべ かなこ, 1996년 11월 15일 ~ )는 평영을 주종목으로 하는 일본의 수영 선수이다. 2014년 인천 아시안 게임 여자 평영 200m 경기에서 2분21초82로 대회기록을 경신하며 금메달을 획득했다.